# Ceriscoides curranii
Ceriscoides curranii är en måreväxtart som först beskrevs av Elmer Drew Merrill, och fick sitt nu gällande namn av Deva D. Tirvengadum. Ceriscoides curranii ingår i släktet Ceriscoides och familjen måreväxter. Inga underarter finns listade i Catalogue of Life.